# Pipturus
Pipturus är ett släkte av nässelväxter. Pipturus ingår i familjen nässelväxter.

## Bildgalleri

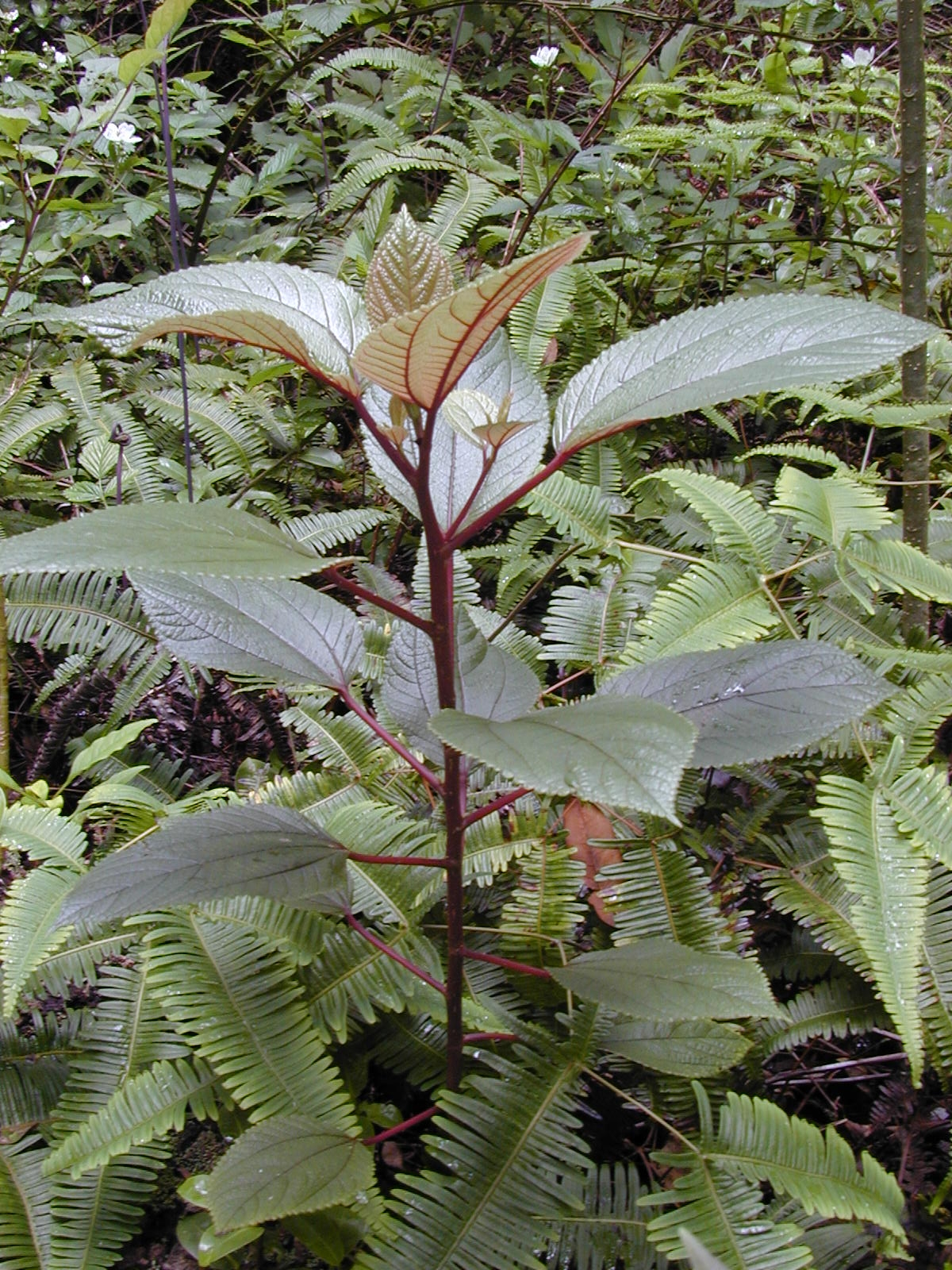
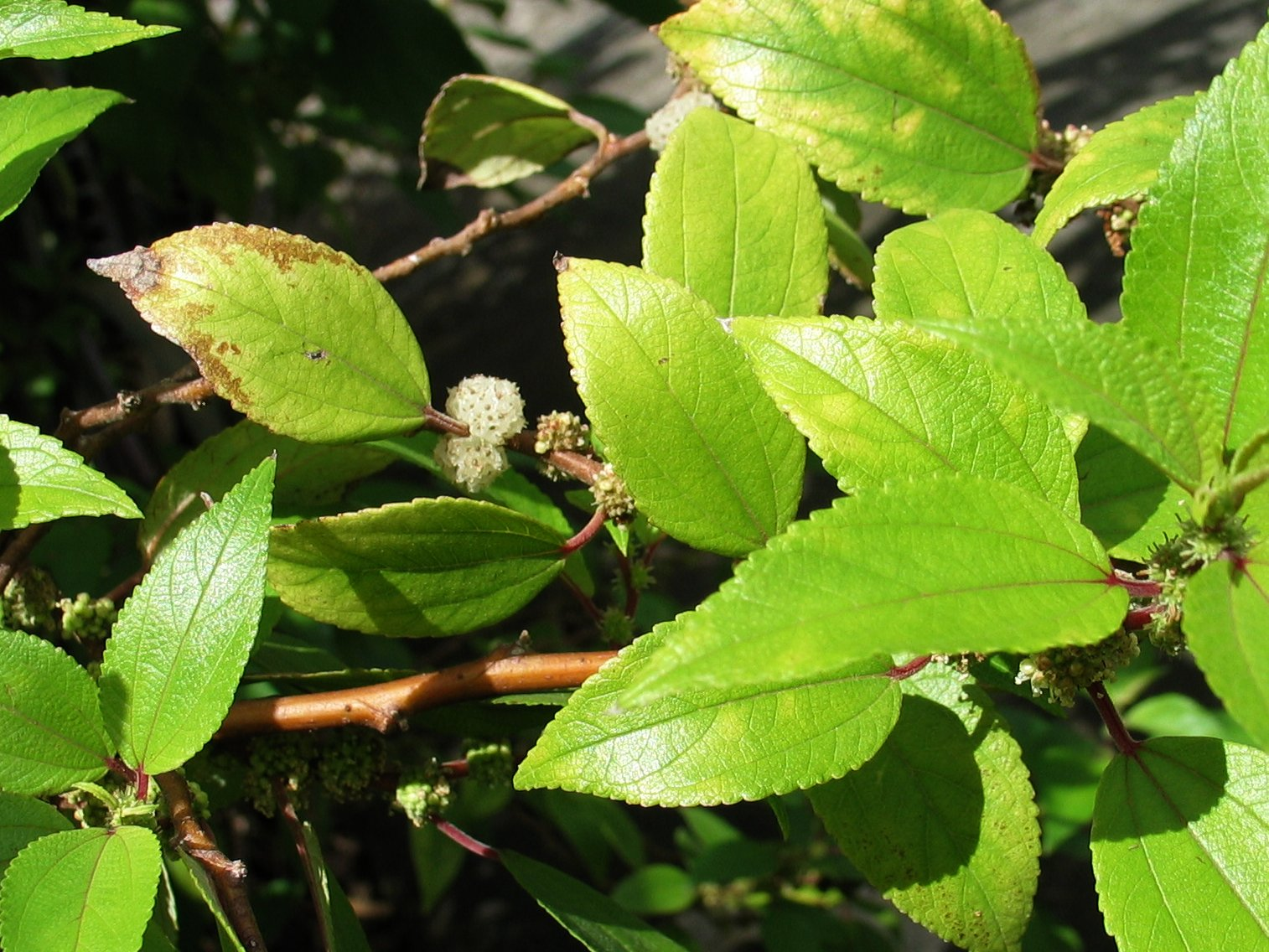

## Dottertaxa tillPipturus, i alfabetisk ordning[1]
- Pipturus albidus
- Pipturus angustifolius
- Pipturus arborescens
- Pipturus argenteus
- Pipturus australium
- Pipturus ceramicus
- Pipturus cinnamomeus
- Pipturus dentatus
- Pipturus forbesii
- Pipturus grandifolius
- Pipturus grantii
- Pipturus henryanus
- Pipturus hubertii
- Pipturus kauaiensis
- Pipturus ledermannii
- Pipturus lithospermum
- Pipturus micronesicus
- Pipturus mollissimus
- Pipturus montanus
- Pipturus oreophilus
- Pipturus papuanus
- Pipturus platyphyllus
- Pipturus polynesicus
- Pipturus pullei
- Pipturus ruber
- Pipturus schaeferi
- Pipturus subinteger
- Pipturus succulentus
- Pipturus tooviianus
- Pipturus velutinus
- Pipturus verticillatus
- Pipturus viridis
- Pipturus vitiensis